# Anthonius von Werthern

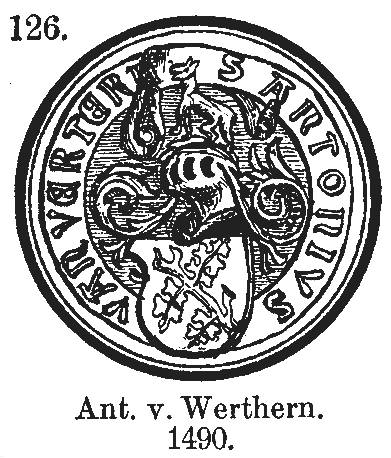
Siegel (1490)

Anthonius von Werthern, auch Anton von Werther(n), (* vor 1483; † 1513) war ein deutscher Lokalpolitiker.

## Leben
Der Sohn von Hans von Werthern auf Thalheim wurde Rat des Grafen Heinrich zu Stolberg, Hofmarschall und Rat (1483) des Kurfürsten Johann von Brandenburg, Rat (1502) des Kurfürsten Joachim von Brandenburg und (1490, 1507) Rat des Erzbischofs Ernst von Magdeburg.
In der Hauptsache war Werthern für die Grafen zu Stolberg tätig, denen er bereits im Januar 1482 eine Summe von 1300 Rheinischen Gulden geliehen hatte, wofür er eine jährliche Rente von 82 Gulden aus Riethnordhausen und Edersleben erhalten hatte.
1488 und 1489 wurde er als gräflich-stolbergischer Rat genannt und trat zwischen 1489 und 1502 als gräflicher Marschall, Haupt- oder Amtmann von Wernigerode in Erscheinung.
Am 1. Mai 1490 erhielt Anthonius von Werthern vom Erzbischof Ernst von Magdeburg Schloss und Dorf Langenstein nebst Zubehör (darunter die Wüstungen Brockenstete, Merkerfelde und Erxstete) für die geliehene Summe von 2137 Rheinische Gulden 6 Halberstädtische Schillinge und 10 Alte Groschen als Pfand.
1493 erhielt er von Graf Heinrich d. Ä. zu Stolberg 22 Mark und eine Tonne Hering aus dem gräflichen Dorf Langeln sowie 2¾ Mark aus dem Dorf Silstedt für geliehene 500 Gulden verschrieben. Außerdem erhielt er am 9. April 1504 vom genannten Grafen und dessen Sohn Heinrich d. J. zu Stolberg für die geliehene Summe von 1300 Rheinische Gulden eine jährliche Rente von 72 Rheinischen Gulden Zins aus dem Schoss der Stadt Heringen/Helme verschrieben.
Maßgeblich beteiligt war er 1494 am Abschluss des Schutzbündnisses zwischen Erzbischof Ernst von Magdeburg und den Herzögen von Braunschweig.
Anthonius von Werthern bewohnte mit seiner Ehefrau Catharina, die er am 26. September 1493 geheiratet hatte, das Schloss Langenstein. Aus dieser Ehe gingen keine Kinder hervor, die die Eltern überlebten. Jedoch hatte Anthonius mit Anna Frölich aus Wernigerode den unehelichen Sohn Andreas Anthonius von Werthern.
Als zu Beginn des 15. Jahrhunderts das Schloss und Vorwerk Langenstein abbrannten, sorgte Anthonius von Werthern für deren Wiederaufbau und investierte dabei eine Summe von 650 Gulden, von denen 1507 die Hälfte auf die Pfandsumme aufgeschlagen wurde. Die zweite Hälfte stiftete er dem Bistum Halberstadt.
Kurz vor seinem Tod 1513 lieh er den Grafen von Mansfeld 2000 Rheinische Gulden, wofür er einen Jahreszins von 120 Gulden aus dem Amt Arnstein erhielt.
Nach seinem Tod übernahm Valentin von Sundhausen 1531 das Schloss Langenstein als Pfand vom Bischof von Halberstadt für die Summe von 2755 Gulden, 4 Schillinge und 10 Alte Groschen.